# Sierras Bayas
Sierras Bayas es una localidad del partido de Olavarría, localizado en el interior de la Provincia de Buenos Aires, Argentina. Se encuentra a 15 km, en dirección sudeste, de la ciudad de Olavarría. Se llega por la Ruta 226.

## Toponimia
La explicación más extendida y aceptada es que los indígenas de la zona le llamaban al lugar "Sierra Amarilla". Más tarde se comenzó a denominar Sierras Bayas a ese mismo paraje, pues es el color bayo amarillento de la dolomita el color más característico de las sierras.

## Historia
El pueblo minero comenzó a formarse en 1879 cuando se abrieron las primeras canteras del lugar, aunque según informes de la provincia ya había asentamientos en los años 1849. Las épocas iniciales quedarían marcadas por la industria de la cal, y en 1916 el progreso se intensificaría con la instalación de la primera fábrica de cemento Portland del país y quinta en el mundo, conocida como la Compañía Argentina de Cemento Portland "CEMENTOS SAN MARTÍN" llamado así, en reconocimiento al libertador de América.
Durante la guerra de Malvinas, fue uno de los principales objetivos probables a bombardeos, ya que la producción de cemento azul (petrolero), permitía a la Argentina hacer una pista de aterrizaje en 24 h.[cita requerida]

## Población
El último censo realizado (2022) arrojó un total de 3877 habitantes. Un ascenso a los últimos 3,849 habitantes (Indec, 2010), lo que representa un decrecimiento frente a los 3,929 habitantes (Indec, 2001) del censo anterior. Dichas cifras comprenden también a las de la localidad de Villa Arrieta, que fue censada aparte en censos anteriores.
| Gráfica de evolución demográfica de Sierras Bayas entre 1960 y 2010 |
|                                                                     |
| Fuentes: INDEC                                                      |

## Barrios
- Barrio Pueblo Nuevo
- Barrio Fonavi
- Barrio Centro
- Barrio Catriel
- Barrio Químicos 1 y 2.
- Barrio Parque
- Barrio Villa San Martín (paragolpe)
- Barrio Villa Arrieta
- Barrio Obrero

## Aspecto urbano
Sus calles muestran los antiguos hornos de cal, las casas centenarias, el Museo de la Estación; el Parque y la Reproducción de la Casa de Matilde Catriel; la Granja Don Nazareno, el Monumento a la colectividad Checa y Eslovaca y al trabajador del Cemento, todo entre maravillosas vistas panorámicas naturales en la serenidad del acontecer pueblerino.

## Geografía

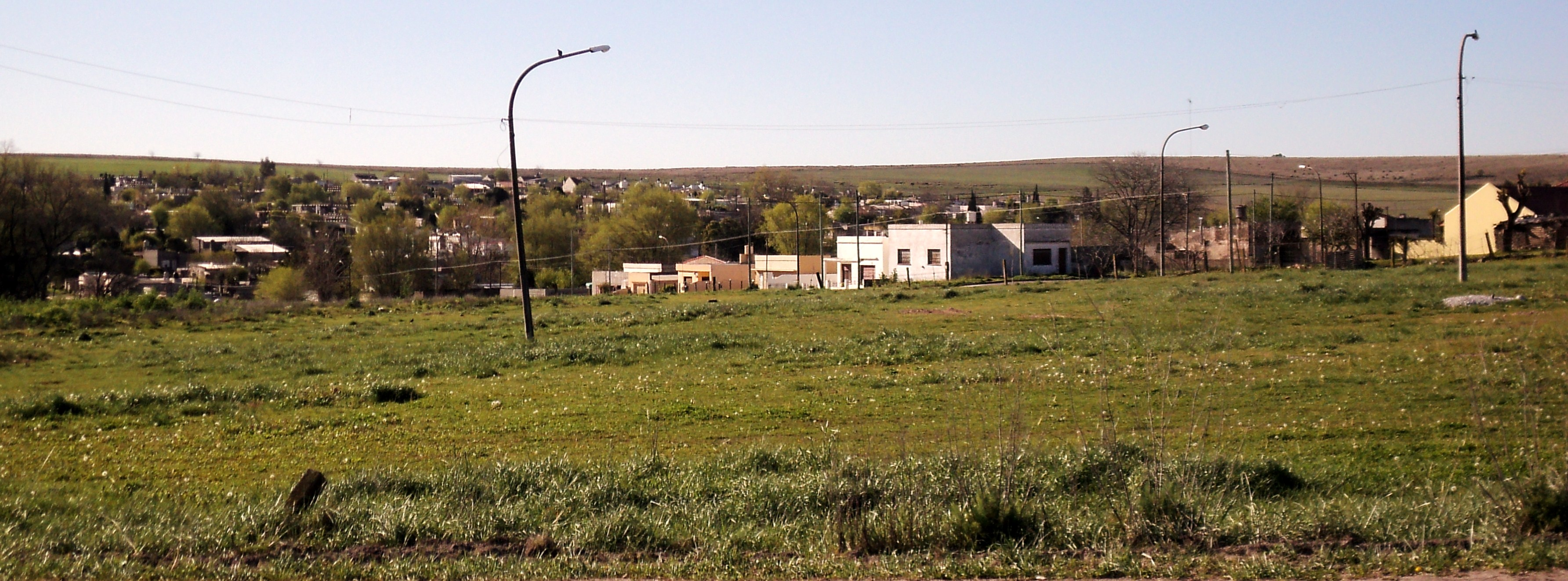
Barrio de Sierras en la entrada.

Posee una geografía peculiar, dado que el pueblo se encuentra rodeado por cuatro sierras pertenecientes al Sistema de Tandilia: Cerro del Diablo, Cerro Aguirre, Cerro Largo y Cerro Matilde Catriel.
Por la producción minera muchas de estas sierras ya no existen, destruyendo así, cuevas y cavernas milenarias.

## Turismo
La localidad de Sierras Bayas pertenece al Circuito Turístico de Olavarría, Custodiada por las arcaicas Sierras de Tandilia, impulsando la capacidad turística de sus maravillosos paisajes, sus tierras fértiles, sus elevaciones desafiantes, y sus tentadores cursos de agua. Rural, pesquera y aventurada, brilla entre el granito rojo de sus canteras, ganando espacio entre los destinos del interior bonaerenses. Entre otras actividades se puede caminar por onduladas callejuelas, visitar antiguas fábricas de cal, hacer trekking por los senderos serranos,
disfrutar de hermosas vistas desde lo alto de sus miradores, deslumbrarse con los lagos de cantera y adquirir típicas artesanías y dulces regionales.
Desde el año 1965, todos los 5 de enero se festeja la llegada de los Reyes Magos, realizada por primera vez por el Padre julio Vicente de la Parroquia local "Cristo Rey", la misma convoca cada año a miles de personas.

## Imágenes

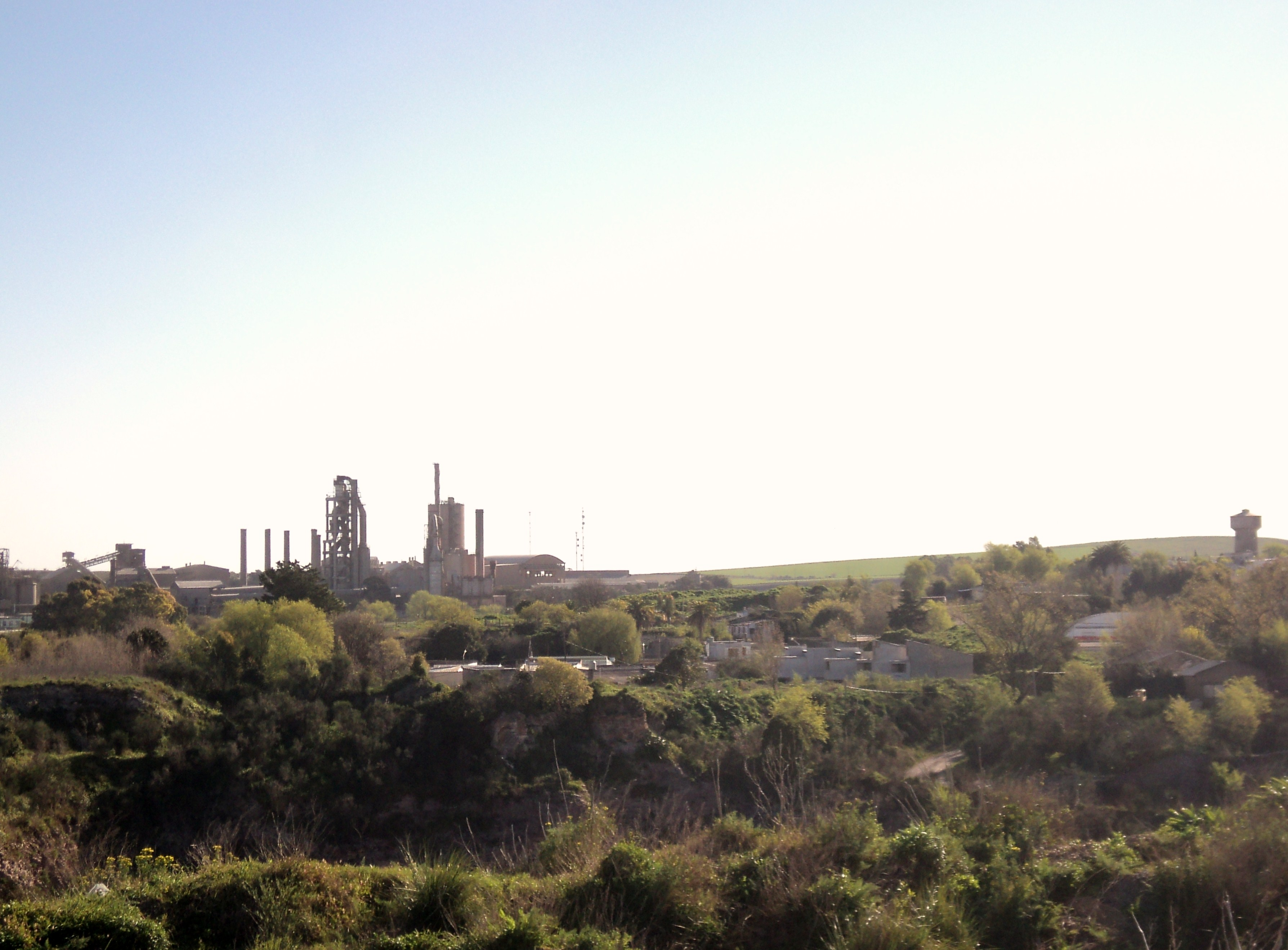
Vista panorámica desde una Sierras de Sierras Bayas y la cementera Loma Negra.
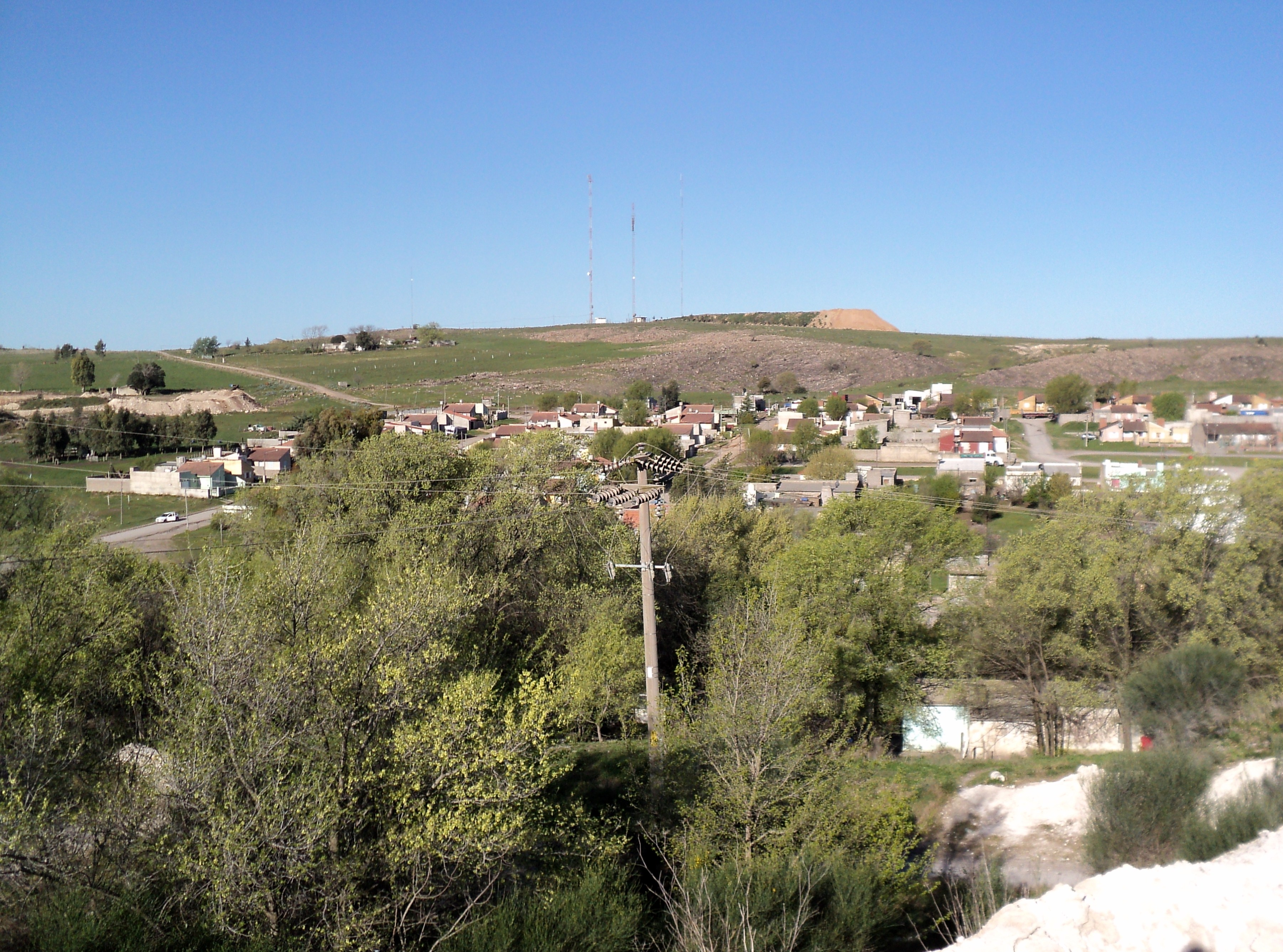
Barrio de Sierras en plena loma.
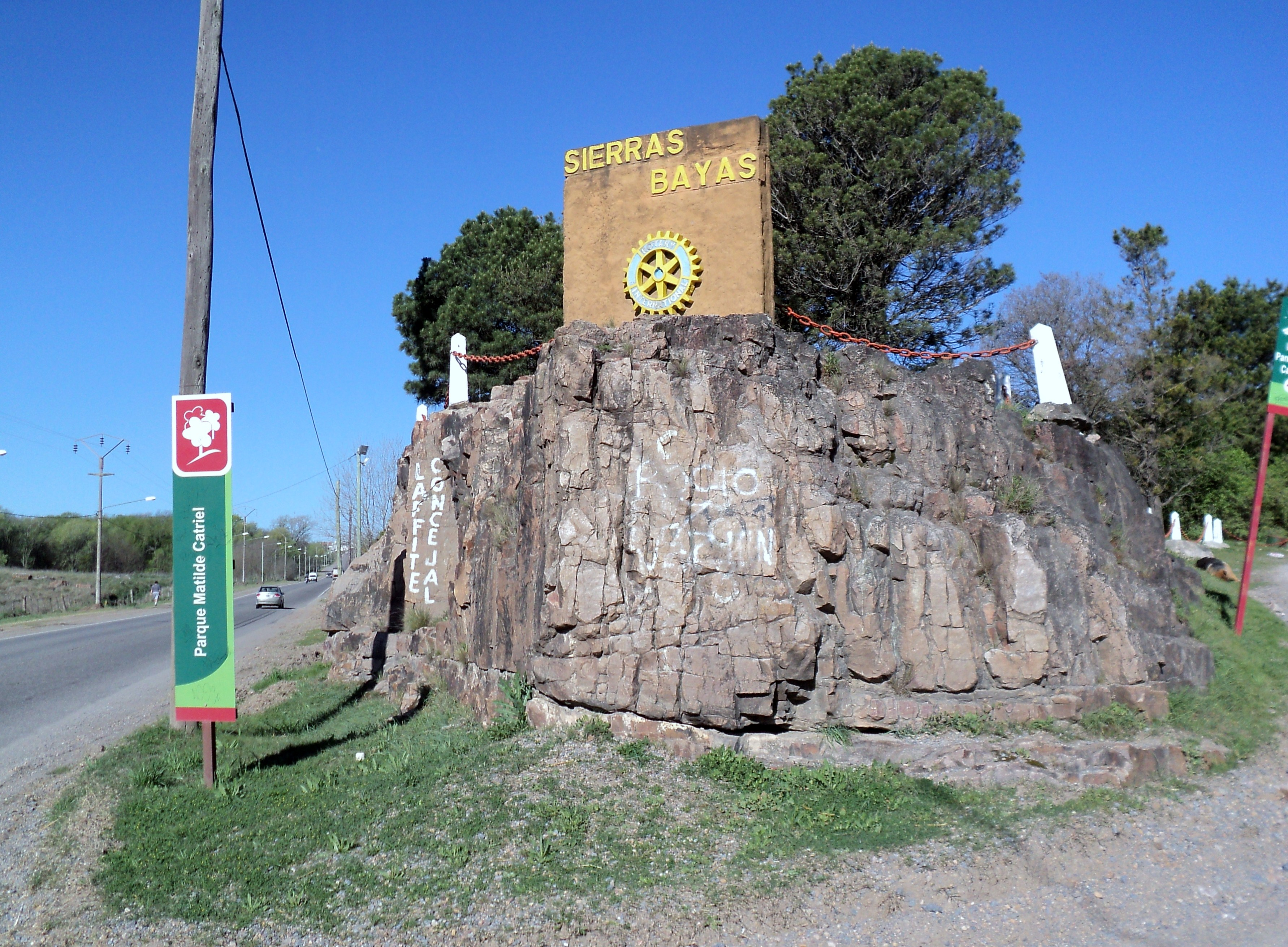
Parque de la localidad.

## Parroquias de la Iglesia católica en Sierras Bayas
| Diócesis  | Azul       |
| --------- | ---------- |
| Parroquia | Cristo Rey |